# 목포 해안로 붉은 벽돌창고
목포 해안로 붉은 벽돌창고는 대한민국 전라남도 목포시에 있는 일제강점기의 건축물이다. 2018년 8월 6일 대한민국의 국가등록문화재 제718-14호로 지정되었다.

## 개요
일제강점기에 건축된 창고로 추정되며, 당시 목포 부두와 가까운 지역에서 화물을 보관하기 위해 건축물로 당시 목포 부두와 근거리 지역에 많은 창고가 건축되었으나 근대기 목포 부두와 그와 연계된 창고 지역의 흔적, 역사성, 장소성을 보여주는 붉은 벽돌 창고로 건축원형의 보존 상태가 양호한 현존 사례가 적은 창고이다. 당시 창고로서는 특이하게 붉은 벽돌을 주재료로 건축되었으며, 기본적 건축형식은 벽돌 조적조 벽체를 통 칸의 장방형 평면으로 구축하고 상부에 목조트러스와 박공지붕 형식의 구조를 보여주는 건축물이다

## 같이 보기
- 목포 근대역사문화공간

## 참고 자료
- 목포 해안로 붉은 벽돌창고 - 국가유산청 국가유산포털